# كيفن كولمان
كيفن كولمان (بالإنجليزية: Kevin Coleman)‏ وهو طيار أمريكي من فئة تشالنجر من سباق ريد بول الجوي.

## حياته
بدأ كيفن دروس الطيران في سن العاشرة. كانت ماريون كول هي معلمته وهي عضو في قاعة الأيروباتيك للمشاهير.
في عام 2007 حصل عفي «بطولة الأيروباتيكية الأمريكية» على أعلى مرتبة.
في عام 2016 ، انضم إلى سباق ريد بول الجوي كطيار من فئة تشالنجر.

## نتائجه

### سباق ريد بول الجوي

#### فئة تشالنجر
| السنة | 1             | 2             | 3             | 4             | 5             | 6             | 7                | 8                | النقاط | الفوز | المركز         |
| ----- | ------------- | ------------- | ------------- | ------------- | ------------- | ------------- | ---------------- | ---------------- | ------ | ----- | -------------- |
| 2016 ‏ | المركز الثاني | المركز الثاني | المركز الثاني | المجر         | المركز الأول  | المركز السادس | المركز الرابع    | الولايات المتحدة | 26     | 1     | المركز الثالث  |
| 2017 ‏ | المركز الخامس | المركز الثاني | المجر         | المركز السابع | المركز الثالث | المركز الأول  | ألمانيا          | المركز الخامس    | 27     | 1     | المركز الرابع  |
| 2018 ‏ | المركز الثالث | فرنسا         | اليابان       | المجر         | ·             | روسيا         | الولايات المتحدة | ·                | 6*     | 0*    | المركز الثالث* |

## وصلات خارجية
- Official Web Cite